# Ephrata (Washington)
Ephrata is een plaats (city) in de Amerikaanse staat Washington, en valt bestuurlijk gezien onder Grant County.

## Demografie
Bij de volkstelling in 2000 werd het aantal inwoners vastgesteld op 6808.
In 2006 is het aantal inwoners door het United States Census Bureau geschat op 7298, een stijging van 490 (7,2%).

## Geografie
Volgens het United States Census Bureau beslaat de plaats een oppervlakte van
25,8 km², geheel bestaande uit land. Ephrata ligt op ongeveer 387 m boven zeeniveau.

## Plaatsen in de nabije omgeving
De onderstaande figuur toont nabijgelegen plaatsen in een straal van 28 km rond Ephrata.